# Julien Camellini
Julien Camellini (ur. 10 listopada 1984) – francuski kolarz górski, dwukrotny medalista mistrzostw Europy i wicemistrz świata juniorów.

## Kariera
Największy sukces w karierze Julien Camellini osiągnął w 2003 roku, kiedy zwyciężył w downhillu podczas mistrzostw Europy w Grazu. W zawodach tych wyprzedził dwóch swoich rodaków: Mickaëla Pascala oraz Mickaëla Deldycke. Na rozgrywanych rok później ME w Wałbrzychu wywalczył brązowy medal, ulegając jedynie Brytyjczykowi Steve'owi Peatowi i kolejnemu Francuzowi, Fabienowi Barelowi. Camellini zdobył ponadto srebrny medal w kategorii juniorów na mistrzostwach świata w Vail w 2001 roku oraz był siódmy wśród seniorów na MŚ w Les Gets (2004) i MŚ w Fort William (2007). Nigdy nie wystąpił na igrzyskach olimpijskich. 